# Saint-Rémy-sur-Avre
Pour les articles homonymes, voir Saint-Rémy et Avre.
Saint-Rémy-sur-Avre est une commune française située dans le département d'Eure-et-Loir en région Centre-Val de Loire.

## Géographie

### Situation
La commune de Saint-Rémy-sur-Avre se trouve à 75 kilomètres à l'ouest de Paris, à 47 kilomètres au nord de Chartres (préfecture) (39,7 km à vol d'oiseau) et à 12 km à l'est Dreux (sous-préfecture).
Saint-Rémy-sur-Avre est situé au nord-ouest du département d'Eure-et-Loir, aux confins de la Beauce et de la Normandie.

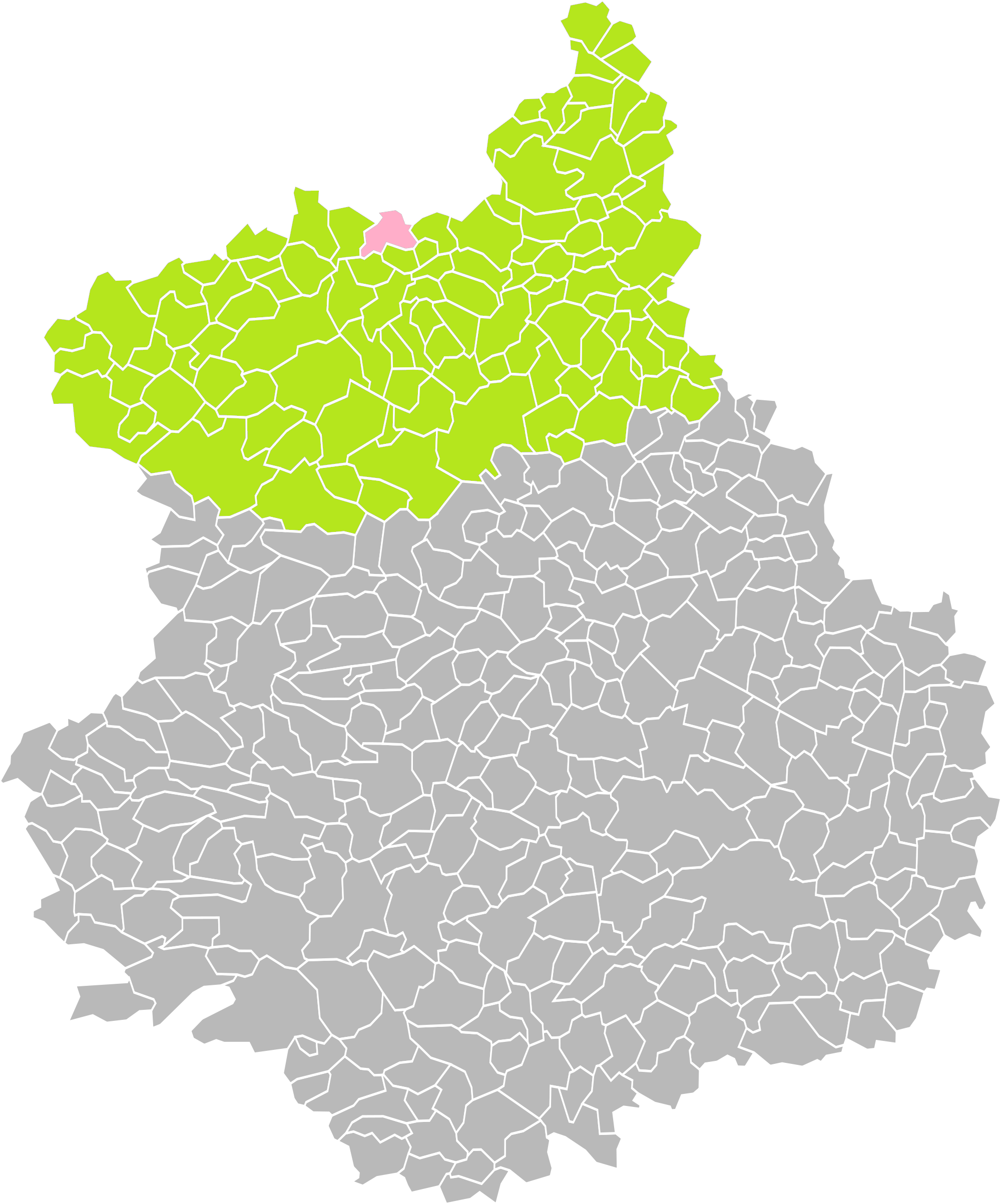
Position de Saint-Rémy-sur-Avre (en rose) dans l'arrondissement de Dreux (en vert) du département d'Eure-et-Loir (grisé).

### Communes, département et région limitrophes
Saint-Rémy-sur-Avre est limitrophe du département de l'Eure, région Normandie, par trois communes : Nonancourt au nord-ouest, La Madeleine-de-Nonancourt au nord et Saint-Germain-sur-Avre au nord-est.
Les cinq autres communes limitrophes d'Eure-et-Loir sont : Vert-en-Drouais à l'est, Louvilliers-en-Drouais au sud-est, Boissy-en-Drouais au sud, Escorpain au sud-ouest et Saint-Lubin-des-Joncherets à l'ouest.
| Nonancourt (Eure)          | La Madeleine-de-Nonancourt (Eure) | Saint-Germain-sur-Avre (Eure) |
| Saint-Lubin-des-Joncherets | Saint-Rémy-sur-Avre               | Vert-en-Drouais               |
| Escorpain                  | Boissy-en-Drouais                 | Louvilliers-en-Drouais        |

### Géologie, relief et hydrographie

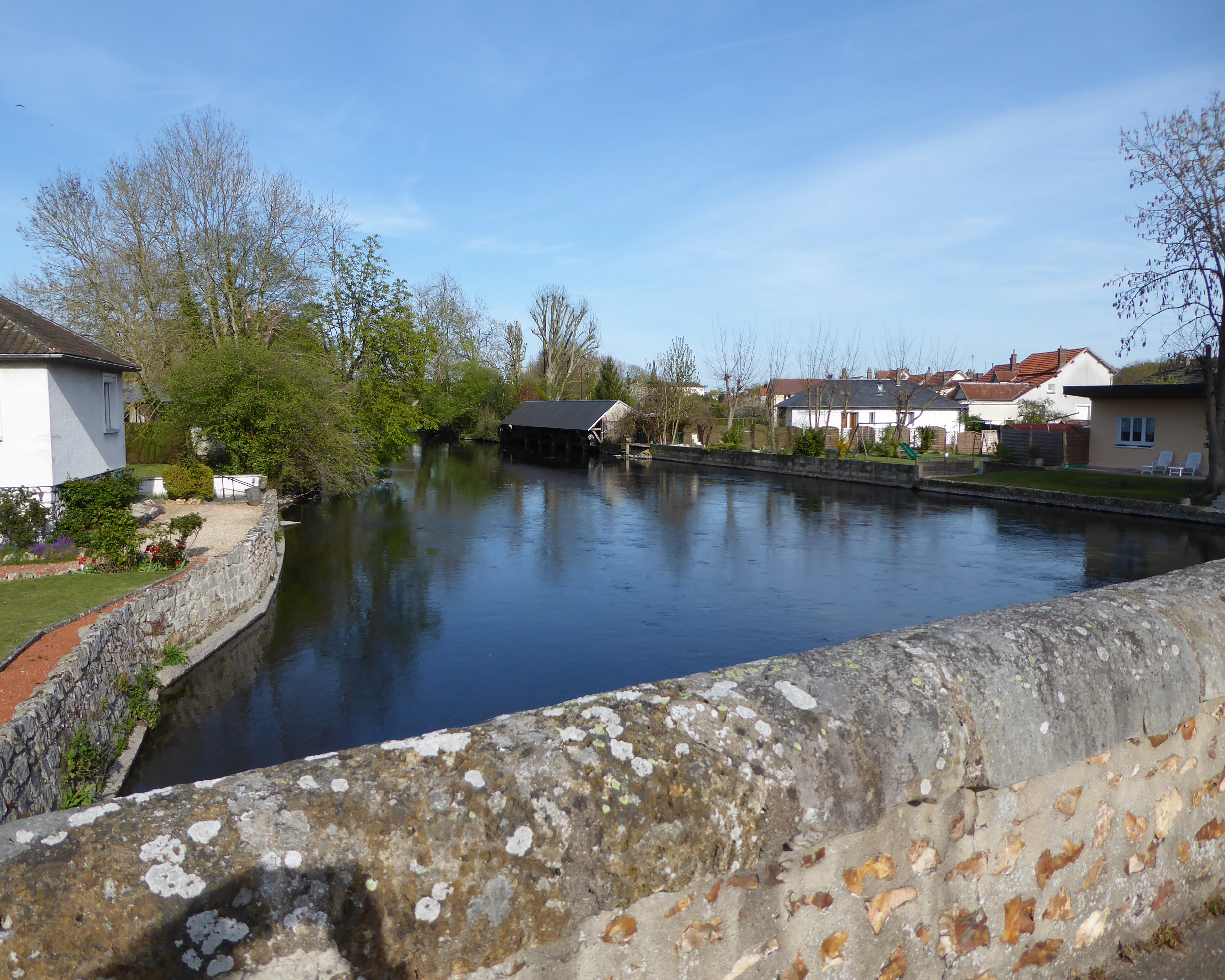
L'Avre vue du Vieux Pont.

Saint-Rémy-sur-Avre est une commune de 13,05 km2 située dans une vaste cuvette au sol calcaire, marécageux à l'origine du fait de la présence de limon argileux. La cuvette proprement dite est située entre 90 et 164 mètres d'altitude.
Comme son nom l'indique, cette commune est traversée par une rivière, l'Avre et son affluent la Pluche, dont la source est située à Laons et le point de confluence sur la commune. L'Avre est un affluent de l'Eure et donc un sous-affluent de la Seine.
L'aqueduc de l'Avre traverse également Saint-Rémy au sud de la commune.

### Climat
Pour des articles plus généraux, voir Climat du Centre-Val de Loire et Climat d'Eure-et-Loir.
En 2010, le climat de la commune est de type climat océanique dégradé des plaines du Centre et du Nord, selon une étude du CNRS s'appuyant sur une série de données couvrant la période 1971-2000. En 2020, Météo-France publie une typologie des climats de la France métropolitaine dans laquelle la commune est dans une zone de transition entre le climat océanique et le climat océanique altéré et est dans la région climatique  Sud-ouest du bassin Parisien, caractérisée par une faible pluviométrie, notamment au printemps (120 à 150 mm) et un hiver froid (3,5 °C).
Pour la période 1971-2000, la température annuelle moyenne est de 10,6 °C, avec une amplitude thermique annuelle de 14,2 °C. Le cumul annuel moyen de précipitations est de 601 mm, avec 10,4 jours de précipitations en janvier et 8 jours en juillet. Pour la période 1991-2020, la température moyenne annuelle observée sur la station météorologique de Météo-France la plus proche, sur la commune de Laons à 8 km à vol d'oiseau, est de 11,1 °C et le cumul annuel moyen de précipitations est de 561,4 mm,. Pour l'avenir, les paramètres climatiques de la commune estimés pour 2050 selon différents scénarios d'émission de gaz à effet de serre sont consultables sur un site dédié publié par Météo-France en novembre 2022.

### Voies de communication et transports

#### Voies routières
Les accès à la ville de Saint-Rémy-sur-Avre sont assurés par une série de voies routières :
- la RN 12 arrive de Paris via Vert-en-Drouais et traverse la commune avec cinq échangeurs (trois carrefours à feux et deux ronds-points). La N12 quitte Saint-Rémy en pénétrant dans Nonancourt pour se terminer à Brest via Alençon, Rennes et Saint-Brieuc.
- la RN 154 de Orléans à Rouen suit le trajet de la N12. Sa déviation est soutenue par le collectif « Dévier Saint-Rémy Vite ! »[8] contre les « anti-autoroute »[9].
- la D 152. Arrivant de la D 50 de Saint-Germain-sur-Avre, commune de l'Eure, elle pénètre dans Saint-Rémy en prenant le n°152. La D 152 traverse le centre-ville et se termine dans la N12.
- la D 312.11. Partant de la D 59 au hameau de la Fontaine de la commune de La Madeleine, elle pénètre le nord de Saint-Rémy pour se terminer dans la D 152 rue de la Gare.
- la D 50 part de Damville, traverse Nonancourt et pénètre dans Saint-Rémy par l'ouest pour se terminer dans la N 12.
- la D 313.2. Partant de la D 313 de Saint-Lubin-des-Joncherets, elle pénètre dans Saint-Rémy et se termine dans la N 12.
- la D 313.5. Partant de la D 313 au hameau de La Ferette à Saint-Lubin, elle pénètre dans Saint-Rémy par le sud-ouest, traverse le hameau de La Gatine, passe sur l'aqueduc de l'Avre et se termine dans la N 12.
- la D 104 part de l'intersection des routes D 140 et D 139 au hameau de la Fermés de Saint-Sauveur-Marville, traverse Escorpain et pénètre dans Saint-Rémy par le sud pour se terminer dans la N 12.
- la D 135. Partant de la D 341 à Challet, elle traverse Boissy-en-Drouais, pénètre dans Saint-Rémy par le sud-est, passe sur l'aqueduc de l'Avre prend le nom de rue Joliot-Curie et se termine dans la N 12.

#### Transports ferroviaires

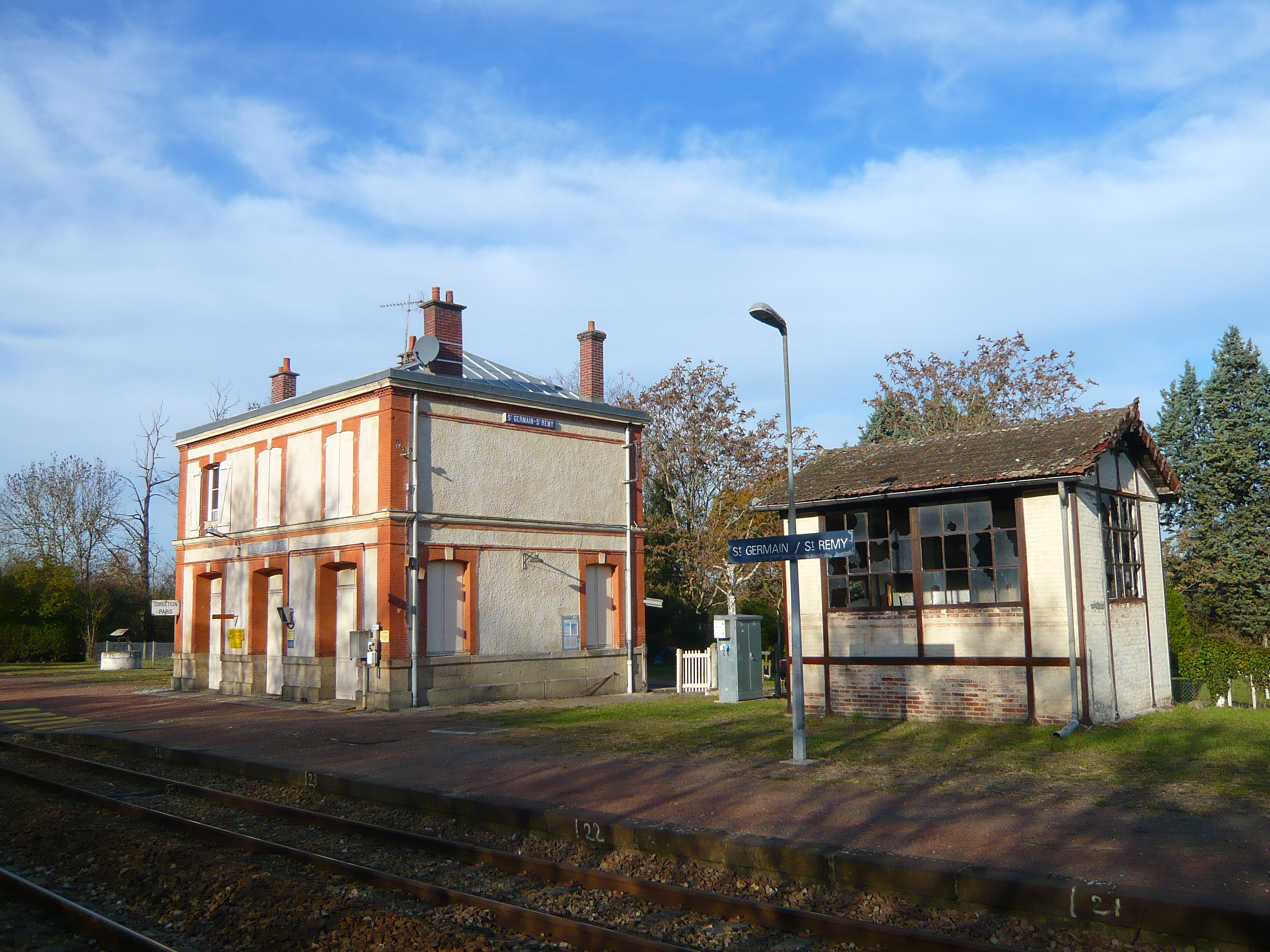
La gare désaffectée de Saint-Germain-Saint-Rémy en 2010.

La commune est desservie par la ligne de Paris à Granville prenant les voyageurs à la gare de Saint-Germain - Saint-Rémy, située à la limite entre Saint-Germain et Saint-Rémy. Le trafic quotidien de cette gare s'élevait en janvier 2011 à environ une personne par jour. Cette ligne voyageurs offre de nombreuses liaisons dans trois régions :
- Haute-Normandie (gare de Tillières, gare de Verneuil-sur-Avre)
- Basse-Normandie (gare d'Argentan)
- Centre-Val de Loire (gare de Dreux)

Cette gare pourrait être renforcée avec la réouverture programmée au trafic de la ligne de la grande ceinture de Paris entre Saint-Rémy-sur-Avre et Saint-Germain-en-Laye[réf. souhaitée].

#### Pistes cyclables
Il n'y a pas de pistes cyclables. Les vélos en libre service n'existent également pas.

#### Transports en commun routiers
Quatre lignes de cars desservent la commune de Saint-Rémy-sur-Avre en neuf arrêts:
- Ligne 6: Gare de Dreux -  Vert-en-Drouais - Saint-Germain-sur-Avre - Saint-Rémy-sur-Avre - Nonancourt - Saint-Lubin-des-Joncherets - Tillières - Verneuil (Salle des Fetes)[11]
- Ligne 6A: Dreux (Salle des Sports) - Vert-en-Drouais - Saint-Germain-sur-Avre - Saint-Rémy-sur-Avre - Nonancourt - Saint-Lubin-des-Joncherets - Dampierre-sur-Avre[12]
- Ligne 340: Gare de Dreux - Saint-Germain-sur-Avre - Saint-Rémy-sur-Avre - Nonancourt - Marcilly-La-Campagne - Thomer-la-Sôgne - Guichainville - Gare d'Évreux-Normandie[13]
- Ligne 340M: Mesnil-sur-l'Estrée - Saint-Germain-sur-Avre - Saint-Rémy-sur-Avre - Nonancourt - Marcilly-La-Campagne - Thomer-la-Sôgne - Guichainville - Gare d'Évreux-Normandie[13]

| N° | Arrêt                             | Localisation                | Géolocalisation                  | Correspondances |  |
| -- | --------------------------------- | --------------------------- | -------------------------------- | --------------- |  |
| 1  | Le Plessis Saint-Remy RN12        | 56 RN12                     | 48° 45′ 24″ nord, 1° 14′ 54″ est | 6, 6A, 340      |  |
| 2  | Les 10 Arpents                    | 27 rue de la Gare           | 48° 45′ 46″ nord, 1° 14′ 53″ est | 6, 6A           |  |
| 3  | Pharmacie                         | 12 Bis rue de la Gare       | 48° 45′ 47″ nord, 1° 14′ 32″ est | 6               |  |
| 4  | Centre Salle des fêtes            | 7 rue de Verdun             | 48° 45′ 46″ nord, 1° 14′ 28″ est | 6, 6A, 340      |  |
| 5  | Impasse de la Peluche             | 11 RN12                     | 48° 45′ 38″ nord, 1° 14′ 13″ est | 6, 6A           |  |
| 6  | Vieux Pont                        | 2 rue des Caves             | 48° 45′ 42″ nord, 1° 13′ 52″ est | 6A              |  |
| 7  | Cité Américaine - Le Vallon       | 2 Avenue du Général Leclerc | 48° 45′ 27″ nord, 1° 13′ 54″ est | 6A              |  |
| 8  | La Gatine                         | 6 rue de Vaudry             | 48° 44′ 39″ nord, 1° 13′ 35″ est | 6, 6A           |  |
| 9  | Longchamp (6) - Victor Hugo (340) | 62 rue de Nonancourt        | 48° 45′ 47″ nord, 1° 13′ 40″ est | 6, 340          |  |

## Urbanisme

### Typologie
Au 1er janvier 2024, Saint-Rémy-sur-Avre est catégorisée petite ville, selon la nouvelle grille communale de densité à 7 niveaux définie par l'Insee en 2022.
Elle appartient à l'unité urbaine de Saint-Lubin-des-Joncherets-Nonancourt, une agglomération inter-régionale dont elle est ville-centre,. Par ailleurs la commune fait partie de l'aire d'attraction de Paris, dont elle est une commune de la couronne,. 

### Occupation des sols
L'occupation des sols de la commune, telle qu'elle ressort de la base de données européenne d’occupation biophysique des sols Corine Land Cover (CLC), est marquée par l'importance des territoires agricoles (57,4 % en 2018), une proportion sensiblement équivalente à celle de 1990 (57,6 %). La répartition détaillée en 2018 est la suivante : terres arables (50,5 %), forêts (27,7 %), zones urbanisées (14,9 %), prairies (6,9 %). L'évolution de l’occupation des sols de la commune et de ses infrastructures peut être observée sur les différentes représentations cartographiques du territoire : la carte de Cassini (XVIIIe siècle), la carte d'état-major (1820-1866) et les cartes ou photos aériennes de l'IGN pour la période actuelle (1950 à aujourd'hui).

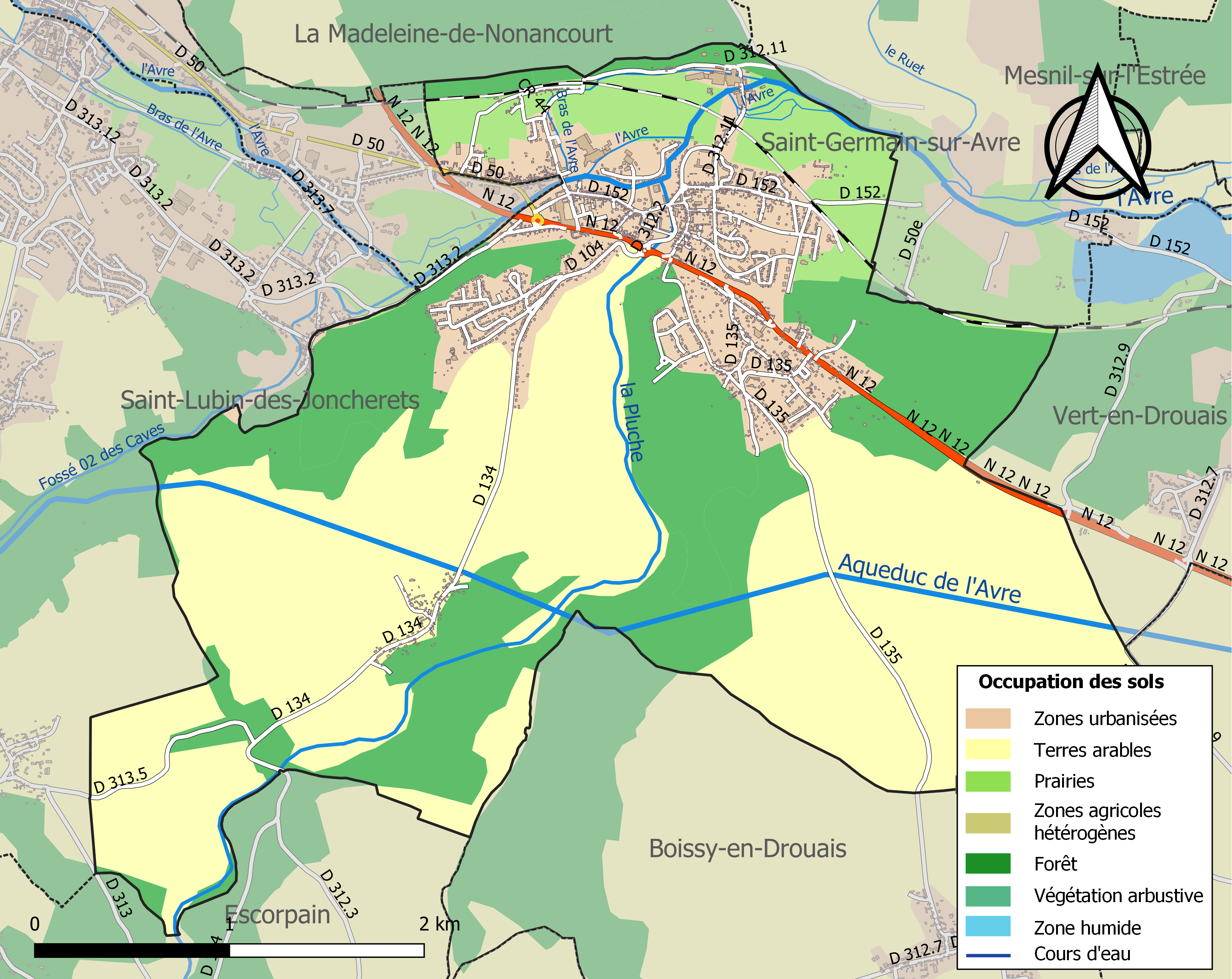
Carte des infrastructures et de l'occupation des sols de la commune en 2018 (CLC).

### Risques majeurs
Le territoire de la commune de Saint-Rémy-sur-Avre est vulnérable à différents aléas naturels : météorologiques (tempête, orage, neige, grand froid, canicule ou sécheresse), inondations, mouvements de terrains et séisme (sismicité très faible). Il est également exposé à un risque technologique, le transport de matières dangereuses. Un site publié par le BRGM permet d'évaluer simplement et rapidement les risques d'un bien localisé soit par son adresse soit par le numéro de sa parcelle.

#### Risques naturels
Certaines parties du territoire communal sont susceptibles d’être affectées par le risque d’inondation par débordement de cours d'eau et par ruissellement et coulée de boue, notamment l'Avre, la Pluche et l'Aqueduc de l'Avre. La commune a été reconnue en état de catastrophe naturelle au titre des dommages causés par les inondations et coulées de boue survenues en 1993, 1995, 1999, 2001, 2014 et 2018,.

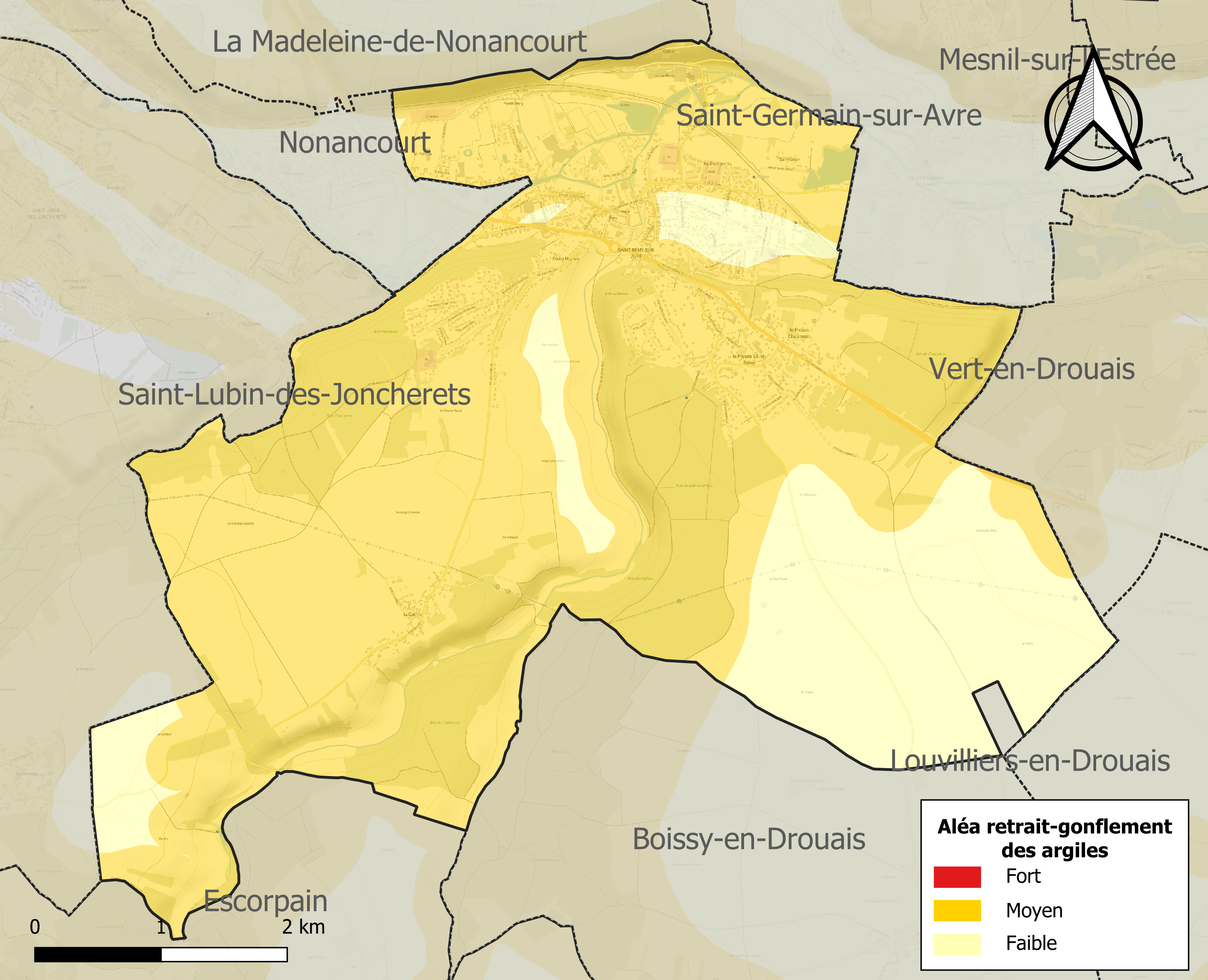
Carte des zones d'aléa retrait-gonflement des sols argileux de Saint-Rémy-sur-Avre.

Les mouvements de terrains susceptibles de se produire sur la commune sont des affaissements et effondrements liés aux cavités souterraines. L'inventaire national des cavités souterraines permet de localiser celles situées sur la commune.
Le retrait-gonflement des sols argileux est susceptible d'engendrer des dommages importants aux bâtiments en cas d’alternance de périodes de sécheresse et de pluie. 78,7 % de la superficie communale est en aléa moyen ou fort (52,8 % au niveau départemental et 48,5 % au niveau national). Sur les 1 409 bâtiments dénombrés sur la commune en 2019, 1235 sont en aléa moyen ou fort, soit 88 %, à comparer aux 70 % au niveau départemental et 54 % au niveau national. Une cartographie de l'exposition du territoire national au retrait gonflement des sols argileux est disponible sur le site du BRGM,.
Concernant les mouvements de terrains, la commune a été reconnue en état de catastrophe naturelle au titre des dommages causés par des mouvements de terrain en 1999.

#### Risques technologiques
Le risque de transport de matières dangereuses sur la commune est lié à sa traversée par des infrastructures routières ou ferroviaires importantes ou la présence d'une canalisation de transport d'hydrocarbures. Un accident se produisant sur de telles infrastructures est en effet susceptible d’avoir des effets graves au bâti ou aux personnes jusqu’à 350 m, selon la nature du matériau transporté. Des dispositions d’urbanisme peuvent être préconisées en conséquence.

## Toponymie
Le nom de la localité est attesté sous la forme Sanctus Remigius super Arvam vers 1250.
Saint-Rémy est un hagiotoponyme.
L'Avre est une rivière qui prend sa source dans la région naturelle du Perche. Elle sert de frontière naturelle entre les régions Normandie et Centre-Val de Loire.
Rémy-sur-Avre à la Révolution française.
Le gentilé est Rémois (es).

## Histoire

### Moyen Âge
À la fin décembre 1189 et au début janvier, les deux souverains de France et d'Angleterre s'y rencontrent et réaffirment solennellement leur amitié et leur alliance et doivent désormais accomplir leur vœu de croisade.

### XXesiècle
Entre le 29 janvier 1939 et le 8 février, plus de 2 000 réfugiés espagnols fuyant l'effondrement de la république espagnole devant les troupes de Franco, arrivent en Eure-et-Loir. Devant l'insuffisance des structures d'accueil (le camp de Lucé et la prison de Châteaudun rouverte pour l’occasion), cinquante-trois villages sont mis à contribution, dont Saint-Rémy-sur-Avre. Les réfugiés, essentiellement des femmes et des enfants (les hommes sont désarmés et retenus dans le sud de la France), sont soumis à une quarantaine stricte, vaccinés, le courrier est limité, le ravitaillement, s'il est peu varié et cuisiné à la française, est cependant assuré. Une partie des réfugiés rentrent en Espagne, incités par le gouvernement français qui facilite conditions du retour, mais en décembre, 922 ont préféré rester et sont rassemblés à Dreux et Lucé.

## Politique et administration

### Liste des maires
| Période | Période  | Identité         | Étiquette | Qualité                                               |
| ------- | -------- | ---------------- | --------- | ----------------------------------------------------- |
| 1945    | 1947     | Gaston Desfray   |           |                                                       |
| 1947    | 1948     | Eugène Raimond   |           | Conseiller général du canton de Brezolles (1919-1944) |
| 1948    | 1958     | Fernand Sujol    |           |                                                       |
| 1958    | 1963     | Bernard Blin     |           |                                                       |
| 1963    | 1964     | René Marie       |           |                                                       |
| 1964    | 1971     | Jacques Coutard  |           |                                                       |
| 1971    | 1977     | Roger Salot      |           |                                                       |
| 1977    | 1979     | Serge Leloup     |           |                                                       |
| 1979    | 1995     | Roland Vadelorge |           |                                                       |
| 1995    | En cours | Patrick Riehl,   | Divers    | Ancien cadre                                          |

## Population et société

### Démographie
| 1793 | 1800 | 1806 | 1821 | 1831  | 1836  | 1841  | 1846  | 1851  |
| ---- | ---- | ---- | ---- | ----- | ----- | ----- | ----- | ----- |
| 529  | 772  | 851  | 849  | 1 044 | 1 211 | 1 146 | 1 291 | 1 363 |

| 1856  | 1861  | 1866  | 1872  | 1876  | 1881  | 1886  | 1891  | 1896  |
| ----- | ----- | ----- | ----- | ----- | ----- | ----- | ----- | ----- |
| 1 461 | 1 421 | 1 729 | 1 652 | 1 796 | 1 806 | 1 835 | 1 893 | 1 849 |

| 1901  | 1906  | 1911  | 1921  | 1926  | 1931  | 1936  | 1946  | 1954  |
| ----- | ----- | ----- | ----- | ----- | ----- | ----- | ----- | ----- |
| 1 772 | 1 840 | 1 754 | 1 675 | 1 614 | 1 489 | 1 369 | 1 205 | 1 427 |

| 1962  | 1968  | 1975  | 1982  | 1990  | 1999  | 2006  | 2011  | 2016  |
| ----- | ----- | ----- | ----- | ----- | ----- | ----- | ----- | ----- |
| 1 756 | 1 876 | 2 524 | 3 034 | 3 568 | 3 553 | 3 640 | 3 749 | 4 007 |

| 2021  | 2022  | - | - | - | - | - | - | - |
| ----- | ----- | - | - | - | - | - | - | - |
| 4 057 | 4 065 | - | - | - | - | - | - | - |

### Enseignement
Saint-Rémy est situé dans l’Académie d'Orléans-Tours.
La ville est dotée de quatre écoles et d'un collège public dans la ville limitrophe de Nonancourt : 
- écoles maternelle et élémentaire Bois-d'Hauterre[35] ;
- école maternelle La Vallée[36] ;
- école primaire La Vallée ;
- collège Jean Claude Dauphin : accueil des élèves des écoles précédemment citées et des autres communes limitrophes.

### Sports
La piscine inter-communale du centre aquatique Coval est ouverte au public. Elle dispose d'un bassin couvert et d'un bassin extérieur de 25 mètres ainsi que d'une zone spa (jacuzzi, sauna, hammam).
Le complexe Oscar (Office Sportif Culturel Artistique Rémois) comporte plusieurs salles de sports pour un club de musculation, de badminton, de tennis de table, basket-ball, et danse. Le complexe dispose aussi d'un gymnase, du stade Roger-Salot avec son terrain de football et sa tribune spectateurs couverte, ainsi que du court de tennis couvert Jacques-Coutard et de deux courts extérieurs.

### Manifestations culturelles et festivités
Une bibliothèque publique municipale est mise à disposition des Rémois place de l'Église.
Le théâtre de la Vallée, propose des spectacles, concerts et des séances cinéma.
Depuis 1989, le gymnase Oscar accueille chaque premier week-end de mars un salon de peinture.
La fête patronale de Saint-Rémy avec sa fête foraine et son défilé spectacle de rue a lieu le premier week-end de juin.

## Économie

### Industrie
En 2020, le laboratoire pharmaceutique Delpharm, propriétaire depuis 2019 de l'ancienne usine Famar est retenu pour la fabrication du vaccin contre la Covid-19 de l’américain Pfizer et de l’allemand BioNTech. L'usine emploie 240 personnes et prévoit d'embaucher entre 40 et 60 personnes pour livrer les premiers vaccins en avril 2021.

### Tourisme
La commune dispose d'un camping municipal 3 étoiles, le « camping du Pré de l'Église » situé au bord de l'Avre, ouvert d'avril à fin septembre, sur une superficie totale de 0,6 ha dont 450 m² sont réservés aux 45 emplacements des campeurs. Fermé définitivement en 2021
.

## Culture et patrimoine

### Lieux et monuments

#### Église Saint-Rémy

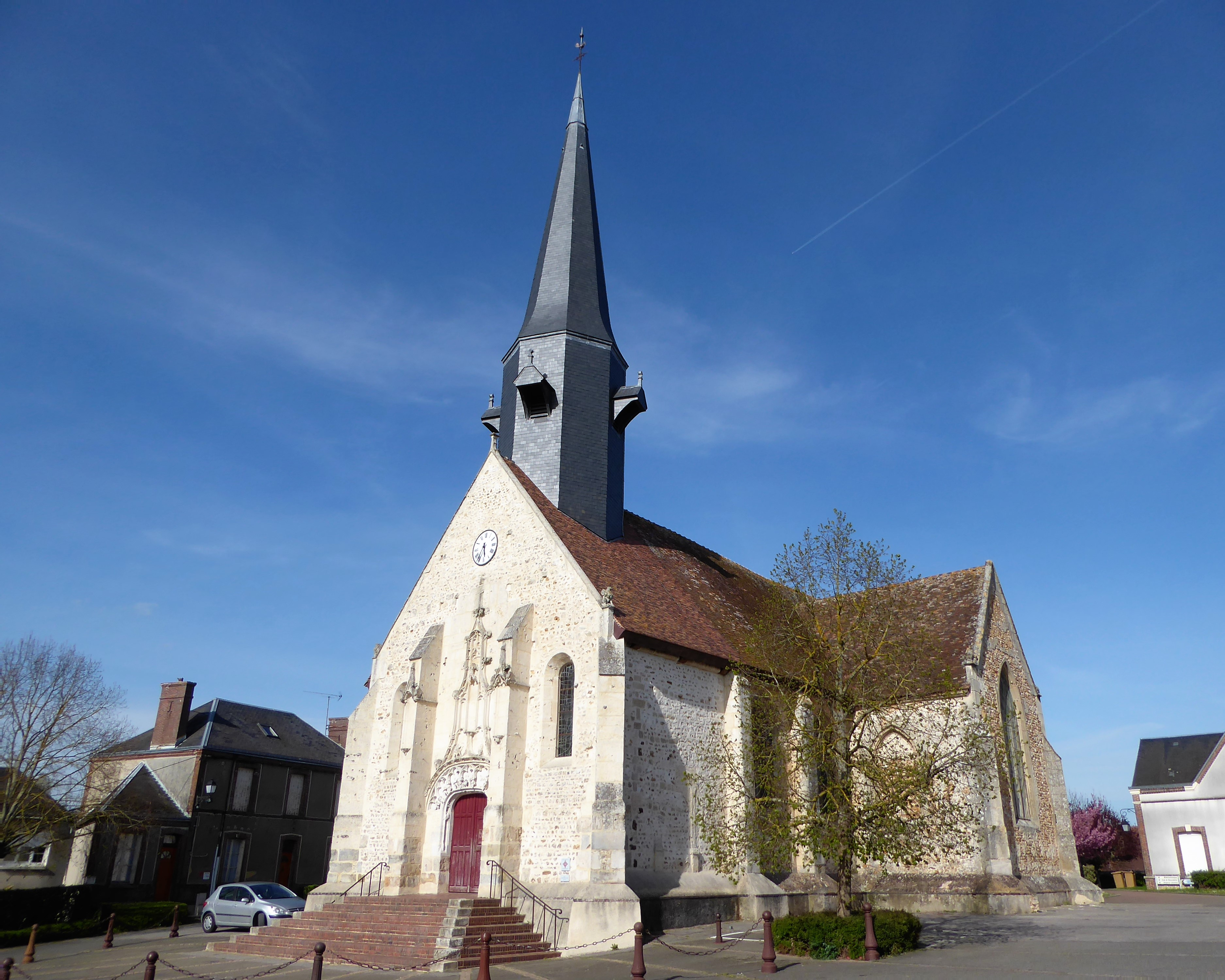
L'église Saint-Rémy.

L'église Saint-Rémy abrite sept verrières classées en 1906 au titre objet aux monuments historiques : scènes de la vie de saint Éloi, anges, sacre d'un évêque, Vierge à l'Enfant (baies 2 à 6, 8, 10). L'édifice est lui-même classé en 1930.

#### Motte médiévale du Plessis

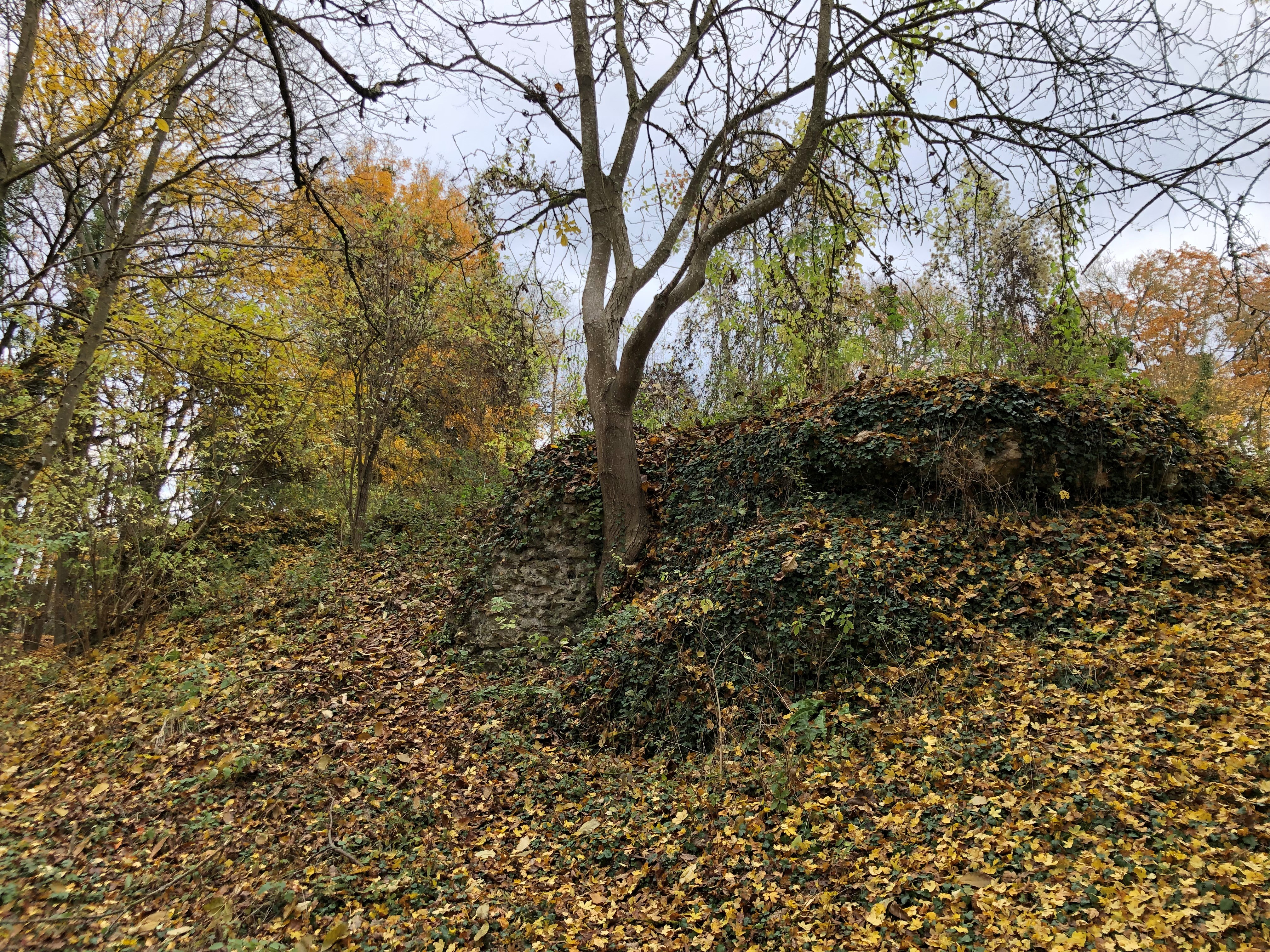
Motte médiévale du Plessis-Saint-Rémy.

La motte médiévale du Plessis-Saint-Rémy est inscrite en 1986 aux monuments historiques.

### Autres lieux et monuments

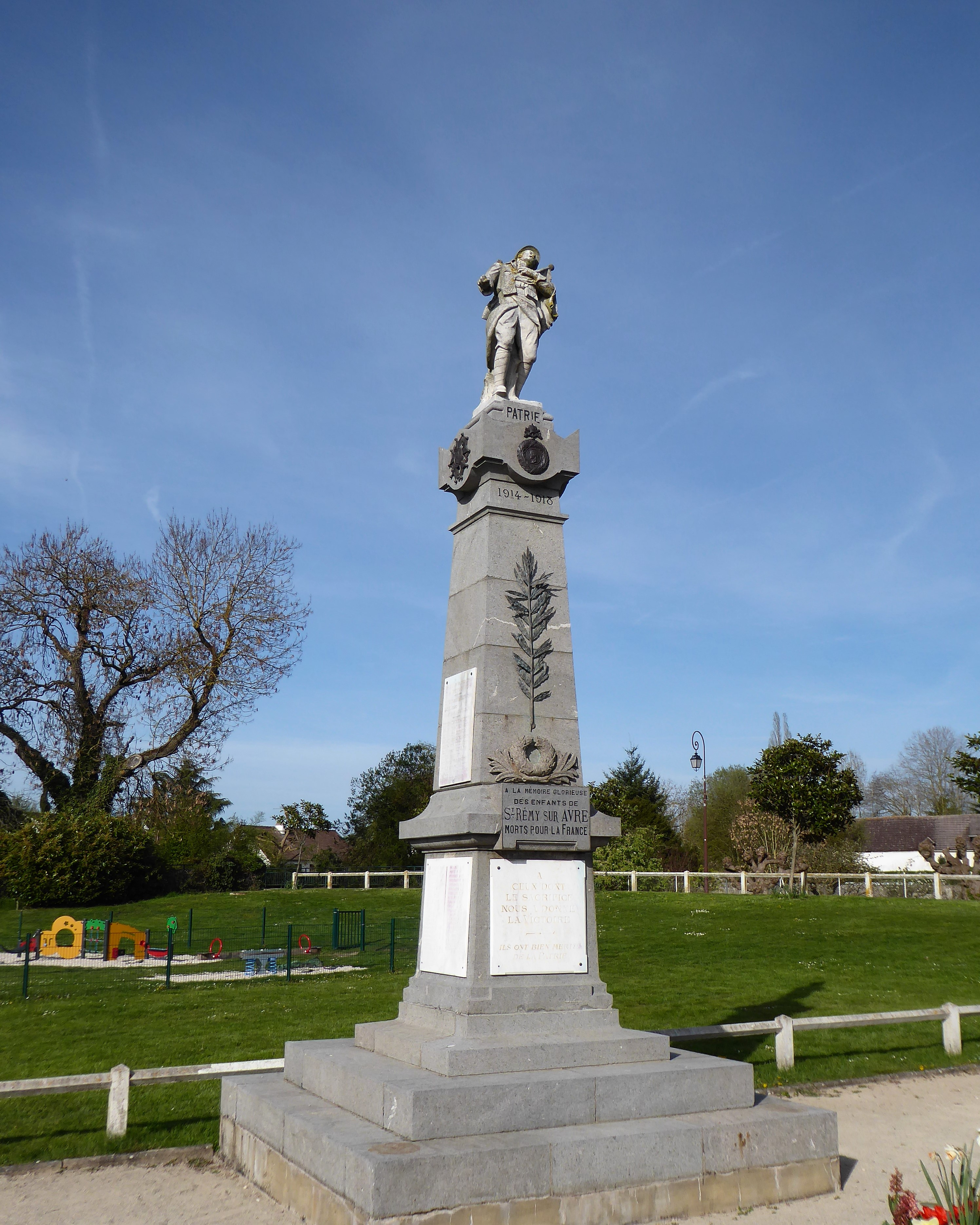
Le monument aux morts.

- La gare de Saint-Germain - Saint-Rémy.
- Le monument aux morts porte la mention suivante : « À la mémoire glorieuse des enfants de Saint-Rémy-sur-Avre morts pour la France ».

### Personnalités liées à la commune
- William Waddington (1826-1894), né à Saint-Rémy, ministre des Affaires étrangères, président du Conseil des ministres du 4 février au 28 décembre 1879 et ambassadeur de France au Royaume-Uni de 1883 à 1893.

### Héraldique
|  | Les armes de la commune se blasonnent ainsi : tranché au 1) d’azur aux trois fleurs de lys d’or ordonnées en orle, au 2) de gueules aux deux léopards d’or rangés en bande. |